# Jan Kwak
Jan Kwak (ur. 22 czerwca 1936 w Odrowążu) – polski historyk, specjalizujący się w historii Polski i Śląska XVI-XVIII w.; nauczyciel akademicki związany z uniwersytetami w Opolu, Katowicach i Rzeszowie.

## Życiorys
Po pomyślnie zdanym egzaminie maturalnym w 1957 roku podjął studia historyczne na Wydziale Filologiczno-Historycznym Wyższej Szkoły Pedagogicznej w Opolu, które ukończył w 1963 roku magisterium, napisanym pod kierunkiem prof. dra hab. Władysława Dziewulskiego. Bezpośrednio po ukończeniu studiów rozpoczął pracę naukowo-dydaktyczną na swojej macierzystej uczelni jako asystent, a następnie od 1969 roku adiunkt w Instytucie Historii WSP. W tym samym roku opolska uczelnia pedagogiczna nadała mu stopień naukowy doktora nauk humanistycznych, a w 1977 roku doktora habilitowanego nauk humanistycznych w zakresie historii. Zbiegło się to z otrzymaniem przez niego stanowiska docenta. W latach 1980–1984 sprawował funkcję dyrektora Instytutu Historii WSP.
W 1986 roku przeniósł się na Uniwersytet Śląski w Katowicach. Dwa lata później otrzymał tytuł profesora nauk humanistycznych od prezydenta PRL Wojciecha Jaruzelskiego. Równocześnie został mianowany profesorem nadzwyczajnym, a w 1995 roku profesorem zwyczajnym. Na Uniwersytecie Śląskim kierował Zakładem Historii Nowożytnej oraz był wicedyrektorem Instytutu Historii UŚ.
W 1997 roku przeprowadził się na stałe do Rzeszowa, gdzie objął profesurę oraz kierownictwo w Zakładzie Historii Ustroju Polski w tamtejszym Instytucie Historii Wyższej Szkole Pedagogicznej w Rzeszowie (od 2001 roku Uniwersytetu Rzeszowskiego). 
Był i jest członkiem licznych towarzystw naukowych w kraju, w tym m.in. Opolskiego Towarzystwo Przyjaciół Nauk (1969-1990), Polskiego Towarzystwa Historycznego (od 1969 roku), Karkonoskiego Towarzystwa Naukowe (1981-1987), Komisji Historycznej Oddziału Polskiej Akademii Nauk w Katowicach (1987-1997) i Towarzystwa Przyjaciół Nauk w Przemyślu od 1997 roku.

## Dorobek naukowy i odznaczenia
Jego zainteresowania naukowe koncentrują się wokół zagadnień rozwoju społeczno-gospodarczego miast od XVI do połowy XIX wieku oraz dziejami parlamentaryzmu polskiego w XVII wieku. Jest autorem około 150 publikacji naukowych, w tym 8 książek i współautorem 4 monografii miast śląskich. Do jego najważniejszych publikacji należą:
- Finanse miasta Brzegu w latach wojny trzydziestoletniej, Wrocław 1971.
- Miasta księstwa opolsko-raciborskiego w XVI-XVIII wieku, Opole 1977.
- Rzemiosło miejskie w rejencji opolskiej od schyłku XVIII do lat 70. XIX w., Warszawa-Wrocław 1983.
- Sejm warszawski 1626, Opole 1985.
- Obyczajowość mieszkańców miast górnośląskich w XVI-XVIII wieku, Opole 1986.
- Klęski elementarne w miastach górnośląskich (XVIII i w pierwszej połowie XIX), Opole 1987.
- Jak budowano miasta górnośląskie i jak się w nich żyło, uczyło, bawiło?, Opole 1991.
- Kultura materialna i umysłowa mieszczan górnośląskich w dobie reformacji i kontrreformacji, Bytom 1994.
- Historia Gliwic, Gliwice 1995, (współautor).
- Historia Tarnowskich Gór. Tarnowskie Góry w okresie habsburskim (1526-1763), Tarnowskie Góry 2000, (współautor).

Wypromował łącznie 12 doktorów. Za swoją działalność naukowo-dydaktyczną i organizacyjną został odznaczony i wyróżniony licznymi nagrodami uczelnianymi i państwowymi, w tym m.in.: Złotym Krzyżem Zasługi (1988), Medal Zasłużonemu Opolszczyźnie (1978), Nagrodami Ministerstwa Nauki i Szkolnictwa Wyższego (1978, 1984), Nagrodami Rektorów - 3 razy Wyższej Szkoły Pedagogicznej w Opolu, Uniwersytetu Śląskiego oraz Medalem Komisji Edukacji Narodowej.